# Kleinbaumgarten
Kleinbaumgarten ist eine Ortschaft und Katastralgemeinde der Gemeinde Gaubitsch im politischen Bezirk Mistelbach in Niederösterreich. Die Ortschaft hat 328 Einwohner (Stand 1. Jänner 2025). Bis Ende 1969 war Kleinbaumgarten eine eigenständige Gemeinde.

## Lage
Das Straßendorf liegt im nordöstlichen Weinviertel am Südrand des Laaer Beckens. Die Umgebung ist gegen Norden hin eben, im Süden welliges Hügelland. Es befindet sich 1,5 km nördlich von Gaubitsch und ist mit diesem baulich verbunden. Die nächste größere Stadt ist das 6 km nördlich gelegene Laa an der Thaya.
Der Kleinbaumgarther Graben, ein Quellbach des Thayamühlbachs, durchfließt den Ort.

## Geschichte
Erstmals erwähnt ist der Ort 1260, damals zur Herrschaft Hagenberg gehörend. 1414 wurde er von den Lichtensteinern gekauft und unter dem Namen Pawngarten geführt, 1650 kam er zur Herrschaft Unterstinkenbrunn.
Im Jahr 1822 wurde der Ort als Dorf mit 73 Häusern genannt, das nach Gaubitsch eingepfarrt war, wohin auch die Kinder eingeschult wurden. Die Herrschaft Unterstinkenbrunn besaß die Ortsobrigkeit, übte die Landgerichtsbarkeit aus, besorgte die Konskription und hatte die Grundherrschaft inne. Im 19. Jahrhundert forderten drei Choleraepidemien viele Opfer. Im Ersten Weltkrieg fielen 6 Einwohner bzw. wurden vermisst.
Laut Adressbuch von Österreich waren im Jahr 1938 in der Ortsgemeinde Kleinbaumgarten ein Dachdecker, ein Gastwirt mit Gemischtwarenhandel, ein Landesproduktehändler, eine Milchgenossenschaft, ein Sattler, zwei Schmiede, ein Schneider, ein Schuster, ein Wagner und zahlreiche Landwirte ansässig. Etwas außerhalb gab es eine Ziegelei.
Der Zweite Weltkrieg forderte 23 Opfer. Am Ende des Zweiten Weltkrieges vom 20. April bis 8. Mai 1945 verlief die Front zwischen Kleinbaumgarten und Gaubitsch. Durch Beschuss wurden zwei Personen getötet und sechs Gebäude zerstört.
Am 1. Jänner 1970 wurde Kleinbaumgarten gemeinsam mit Altenmarkt nach Gaubitsch eingemeindet.

## Verkehr
Die Landesstraße 20 berührt den Ort im Norden, die von Süden (Gaubitsch) kommende L 3076 umgeht ihn östlich und mündet in die L 20. Diese kreuzt 2 km westlich in Unterstinkenbrunn die Laaer Straße (B6).

## Persönlichkeiten
- Georg Seidl (1896–1968), Landwirt, Politiker und Abgeordneter zum Nationalrat